# Clube Atlético do Porto
Az Clube Atlético do Porto, röviden Porto, Porto de Caruaru vagy Porto (PE) egy Caruaruban, 1983-ban alapított brazil labdarúgócsapat, amely az állami Pernambucano Série A1 küzdelmeiben vesz részt.

## Története

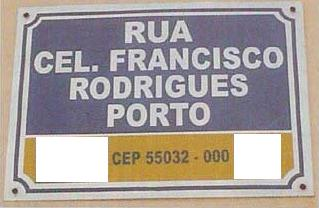
Coronel Francisco Rodrigues Porto. Az utca, amelyről a csapatot elnevezték

Jose Porfirio de Oliveira, Caruaruban 1983. július 23-án alapította az együttest és a Coronel Francisco Rodrigues Porto utcáról nevezte el.
1994-ben csatlakoztak a Pernambuco állam labdarúgó-szövetségéhez és még ebben az évben az országos harmadik vonalban is elindultak. Az akkor még egyenes kieséses rendszerrel működő Série C-ben az első körben búcsúzni kényszerültek.

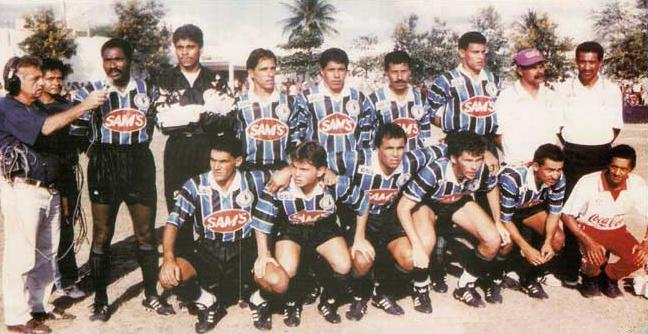
Az 1994-es csapat

## Játékoskeret
2015-től
| # |     | Poszt | Név             |
| - | --- | ----- | --------------- |
|   | BRA | K     | Rudison         |
|   | BRA | K     | Dida            |
|   | BRA | K     | Henrique        |
|   | BRA | K     | Jonatan         |
|   | BRA | V     | Raimundinho     |
|   | BRA | V     | Fabricio Barros |
|   | BRA | V     | Alisson         |
|   | BRA | V     | Teônio          |
|   | BRA | V     | Jorge           |
|   | BRA | V     | Jackson         |
|   | BRA | V     | Eriveltro       |
|   | BRA | V     | Charleston      |
|   | BRA | KP    | Clebson         |
|   | BRA | KP    | Geninho         |
|   | BRA | KP    | Marlon          |
|   | BRA | KP    | Jader           |
|   | BRA | KP    | Etinho          |

| # |     | Poszt | Név         |
| - | --- | ----- | ----------- |
|   | BRA | KP    | Jeffinho    |
|   | BRA | KP    | Lucas       |
|   | BRA | KP    | Caio        |
|   | BRA | KP    | Evandro     |
|   | BRA | KP    | Mardley     |
|   | BRA | KP    | Vagner Rosa |
|   | BRA | KP    | Alaf        |
|   | BRA | CS    | Tulio       |
|   | BRA | CS    | Matheu Preá |
|   | BRA | CS    | Erikys      |
|   | BRA | CS    | Jeremais    |
|   | BRA | CS    | Vinicius    |
|   | BRA | CS    | Luqinha     |
|   | BRA | CS    | Jonatas     |
|   | BRA | CS    | Joelton     |
|   | BRA | CS    | Kiros       |